# Белоусов, Евгений Владимирович
Евге́ний Влади́мирович Белоу́сов (26 мая 1962, Москва — 12 декабря 2023) — советский саночник, выступавший за сборную СССР в 1980-е годы. Серебряный призёр зимних Олимпийских игр в Сараево, обладатель Кубка мира и бронзовой медали чемпионата мира, чемпион национального первенства, золотой и бронзовый призёр чемпионата Европы. Защищал честь спортивного общества «Буревестник». Мастер спорта России международного класса. Тренер-инженер сборной команды России.

## Биография
Евгений Белоусов родился 26 мая 1962 года в Москве. Выступая в паре с Александром Беляковым, в 1984 году удостоился права защищать честь страны на зимних Олимпийских играх в Сараево, где, будучи никому не известным саночником, сенсационно завоевал серебряную медаль в заездах двоек. Советские саночники лидировали после первого спуска, но после второго их обошла пара из ФРГ Ханс Штангассингер и Франц Вембахер, выиграв всего 0,040 сек. При этом Беляков и Белоусов опередили чемпионов мира 1983 года молодую пару из ГДР Йёрг Хофман и Йохен Пицш.
После этих соревнований Белоусов продолжил соревноваться на высоком уровне, впоследствии став одним из самых известных советских саночников. Так, на чемпионате Европы 1986 года в шведском Хаммарстранде он выиграл «золото», став первым в истории СССР победителем европейского первенства. После всех этапов Кубка мира 1987/88 они с Беляковым заняли в общем зачёте первое место и, соответственно, стали обладателями трофея.
Ездили соревноваться на Олимпийские игры 1988 года в Калгари, однако повторить предыдущий успех не сумели. После первого заезда Белоусов и Беляков шли третьими, но второй спуск провели неудачно и откатились на итоговое седьмое место, которое разделили со сборной Италии. Завершили сезон бронзовой наградой с чемпионата Европы в немецком Кёнигсзее.
Последним крупным международным турниром для Евгения Белоусова оказался чемпионат мира 1989 года в немецком Винтерберге, где он взял бронзовую медаль в программе смешанных команд. Вскоре после этих соревнований принял решение завершить карьеру спортсмена, но продолжил работу в санном спорте, получив должность тренера-инженера в сборной России.
Умер 12 декабря 2023 года в возрасте 61 года.

## Результаты на Олимпийских играх
| Олимпийские игры | Двойки |
| ---------------- | ------ |
| 1984 Сараево     | 2      |
| 1988 Калгари     | 7      |